# Avril 1864

## Événements
- 1er avril : Manuel Murillo Toro devient Président de Colombie (fin en 1866).
  - Guerre civile et instabilité politique en Colombie. Le mandat présidentiel est réduit à deux ans. Quinze présidents libéraux se succèdent entre 1864 et 1886. Les libéraux de Colombie sont divisés en extrémistes originaires du Nord, les Golgotas, et en modérés de la capitale, les Draconiens. De leurs divisions naissent l’anarchie et l’insécurité : les gouverneurs provinciaux luttent entre eux, tandis que la guerre civile fait rage entre conservateurs et libéraux des deux tendances. La campagne électorale, quasi permanente, contribue à maintenir l’instabilité.
- 10 avril : l'archiduc Maximilien est couronné empereur du Mexique grâce aux troupes françaises (fin en 1867).
- 14 avril : une flotte espagnole s’empare des îles Chincha, riches en gisements de guano. Le Chili et la Bolivie se joignent au Pérou contre l’Espagne. Début de la guerre hispano-sud-américaine.
- 18 avril (guerre des Duchés) : les coalisés s’emparent des lignes fortifiées de Düppel.
- 29 avril : batailles de Gate Pa et de Te Ranga (21 juin) entre Européens et Maoris. Confiscation de terres maoris dans l’île Nord de la Nouvelle-Zélande (1864-1867).

## Naissances
- 2 avril : Veloso Salgado, peintre portugais († 22 juillet 1945).
- 8 avril : Chaufea Veang Thiounn, ministre du palais cambodgien († septembre 1946).
- 10 avril : Eugen d’Albert, compositeur et pianiste allemand († 3 mars 1932).
- 21 avril : Max Weber, sociologue et économiste allemand († 1920).

## Décès
- 5 avril : Rosalie Cadron-Jetté, religieuse.
- 29 avril : Abraham Gesner, géologue.